# Recherche et sauvetage montés
 (septembre 2023).
Si vous disposez d'ouvrages ou d'articles de référence ou si vous connaissez des sites web de qualité traitant du thème abordé ici, merci de compléter l'article en donnant les références utiles à sa vérifiabilité et en les liant à la section « Notes et références ».
La recherche et sauvetage montés (mounted search and rescue ou MSAR en anglais) est une unité de recherche et sauvetage à cheval, à ne pas confondre avec une unité de recherche et sauvetage du cheval.
Une unité de premiers secours équine est une unité de premiers secours mobile se déplaçant à cheval. Grâce aux facilités de déplacement du cheval sur terrains accidentés, un médecin et tout son équipement peuvent être amenés très rapidement, même à travers champs et bois, sur de longues distances, jusqu'au lieu d'un accident.
Les unités, principalement volontaires, existent aux États-Unis, au Canada, en Australie et en Allemagne[source insuffisante].